# 창세기 1장
창세기 1장은 창세기의 첫 번째 장이다. 맨 처음 시기에 하느님(야훼)은 우주를 존재하게 하였다. 질서 있는 체계를 세우고 그 체계 안에서 만물에 각자의 역할을 부여하였다. 이 제안을 따른다면, 본문은 물질의 기원에 대해 설명하기보다는, 인간이 하느님의 형상으로 기능할 수 있도록 하느님이 우주를 세웠다는데 더 많은 관심을 기울인다. 고대인들은 물질 자체에 거의 관심을 보이지 않았다.
하르트만 쉐델, 세계의 창조. 1493년
- 1일
- 2일
- 3일
- 4일
- 5일
- 6일

## 1-3일(창 1:3-13)
날(욤)을 어떤 기간으로 보는지는 여러 해석이 있다. 욤(히브리어: יום)은 구약성서에 나타나는 히브리어 단어로 "날"을 의미한다. 아랍어에는 이와 동일한 뜻을 가진 단어인 '욤'(아랍어: يوم, yawm, yōm)이 존재한다. 욤은 주로 "날"이라는 뜻으로 번역되어 사용되지만 욤이라는 단어는 여러 가지 문자적 정의를 가지고 있다:
- 빛의 기간 (어둠의 기간과 대조적)
- 일반적인 시간
- 시간의 지점
- 일출에서 일몰까지
- 일몰에서 다음 일몰까지
- 1년 (복수형으로 사용됨: 사무엘상 27:7; 출애굽기 13:10)
- 불특정한 기간
- 길고 정해진 기간 (시대, 기간, 계절)

### 첫째 날: 시간(시간의 배열)
물질보다는 기능에 더 초점을 맞추고 있다는 것은 첫째 날의 결론에서 쉽게 드러난다. “하느님이 빛을 ‘낮’이라 부르시고, 어둠을 ‘밤’이라 부르셨다.” 하느님이 붙이신 그 이름들은 첫째 날에 창조된 것들이 사물이 아니며, 심지어 현상도 아니고 기간을 의미한다. “낮”과 “밤”이라는 이름은 시간의 길이를 대표하는 것이기 때문이다. “하느님은 빛[의 기간]과 어둠[의 기간]을 나누셨다.”(4절) “하느님은 빛[의 기간]을 ‘낮’이라 칭하시고, 어둠[의 기간]을 ‘밤’이라 칭하셨다.”(5절)
창조 이야기가 시작될 때는 어둠밖에 없었고(2절), 따라서 어둠의 기간도 없었다. 그러나 3절에 의하면 빛이라는 하나의 사물이 아니라 어둠을 중단시킬 빛의 기간을 창조하셨다.
낮과 밤의 교대에 주목한다면, 시간이 창조된 것이나 마찬가지다. 첫째 날에 하나님은 우리의 세계와 우리의 존재에 질서를 부여하는 기능 중 첫 번째인 시간을 창조하셨다.

### 둘째 날: 우주 지리학과 “궁창”(공간의 배열1)
우주 지리학의 보편적 영역을 다루지 않고, 도리어 한 가지 측면, 즉 위에 있는 우주적 물들을 아래에 있는 우주적 물들로부터 나누는 어떤 것이라고 할 수 있는 “라키아”(넓은 하늘, 궁창, 하늘과 땅 사이의 공간)의 배치에 초점을 맞춘다.

### 셋째 날: 지구 지리학(공간의 배열2)
셋째 날은 나누는 행위보다는 모으는 행위로 시작하지만, 마른 땅이 나타나게 하려고 물들을 모으는 일이 먼저 이루어진다. 셋째 날도 공간과 관련되어 있지만 우주적 공간보다는 지상 공간에 초점이 맞춰져 있다. 여기서 창조는 물질을 만들어내는 활동이 아니라, 다양한 기능의 확립에 관련된 활동을 뜻한다. 셋째 날에 하느님은 비옥함과 풍요와 초목과 농업 등의 기초를 창조하셨다. 요컨대 그분은 땅을 식량의 근원으로 만드는 데 필요한 것을 준비하셨다.

#### * 말씀에 의한 창조
기능 존재론의 시각에서 이해한다면, 창조는 신이 물질계에 속한 것들을 말씀으로 존재하게 한다는 개념을 수반하기보다는, 명령을 통해 다양한 기능을 확립하고 그것들을 배정하는 행동을 가리킨다. 창세기 1장은 하느님을 말씀으로 법령을 공포하시는 분으로 묘사한다. 법령을 공포함으로써 우주의 다양한 기능을 확립하고(그것들의 운명을 선포함으로써) 기능 주체들을 적절한 영역에 위치시킨다.

##### * 보시기에 좋았다
우주에 질서를 가져다준 창조 행동에 대해 할 수 있는 최상의 표현이었다. “아담(사람)이 혼자 있는 것이 좋지 않으니”(창 2:18). 이 문맥에서 ‘좋지 않다’는 것은 장인의 기술이나 도덕적 순결함에 대한 부정적 평가를 뜻하는 것이 아니라 적절한 기능 수행과 관련되어 있다.

## 4-6일(창세기 1:14-31)
4-6일의 창조 이야기가 기능 지향성을 유지하기는 해도, 이제는 기능 주체들을 각각 적절한 책임 영역에 세우고, 각각의 개별 영역 안에서 각자에게 일정한 역할을 부여하는 것과 관련된다.

### 넷째 날
모든 천체가 “궁창”(라키아) 안에 자리한다. 만약 창세기 1장의 창조가 물질적인 강조점보다는 기능적인 강조점에 의미를 둔다면, 넷째 날이 되어서야 태양이 창조되는데 어떻게 첫째 날에 빛이 존재할 수 있는가 하는 오랜 질문에 답을 얻을 수 있다. (시간과 같은) 기능들에 먼저 자리가 주어졌다. 그런 기능들은 시간 안에 거주하면서 인류를 위해 자신의 직무를 수행하는 (천체와 같은) 단순한 기능 주체들이 위임 명령을 받기 전에 먼저 소개된다.
빛들이 수행하는 기능은 분리하고 달력에 쓰이는 기간이나 특정 시기를 나타내며, 빛을 비추고 다스리는 것 등이 있다. 이 모든 개념은 인간 중심적 시각으로부터 의미가 주어진 것들이며, 첫째 날에 확립된 시간과 관련되어 있다.

### 다섯째 날
살아 있는 피조물이 둘째 날에 확립된 영역에 배치된다. 새(날짐승)들이 “궁창”(라키아)의 표면을 가로질러 날며, 물고기는 아래의 물에서 헤엄친다. 위의 물에는 거주하는 대상이 전혀 없다.
창세기 1:22에서 주어지는 복은 운명 선포의 일부이며, 이 피조물들의 기능을 추가로 묘사한다. 그 기능이란, 그들이 땅 위에서 번성해야 하는 것을 말한다.

### 여섯째 날
육상동물은 셋째 날에 생겨난 마른 땅에 거하는 피조물로 묘사된다.
인간: 창세기 1장은 역할 지향적이다. 우주 안에서 인간의 위치와 그들에게 수행하도록 배정된 기능에 초점을 맞추는 것이다. 인간은 창세기 1장 이야기에서 중심을 차지하며(모든 기능이 인간을 향하고 있다), 하느님의 형상을 가진 통치자로 기능함으로써 우주에서도 중심을 차지한다. 여자는 남자의 동반자이고 둘 다 하느님의 형상을 가지고 있으며 공동으로 통치 능력을 행사한다. 이 통치권의 범위 안에서 그들에게 운명을 선포하도록 허용하신다. 이를테면 동물의 이름을 지어주는 일이 그렇다. 인간은 우주 안에서 통치자의 위치를 부여받으며, 우주의 모든 기능은 인간을 위해 체계화되었다.